# أتشيرا
أتشيرا (بالإيطالية: Acerra)‏، مدينة جنوب إيطاليا في إقليم كامبانيا وتابعة لمقاطعة نابولي، تقع إلى الشمال الشرق من مدينة نابولي على بعد 20 كم، إحدى أقدم مدن كامبانيا حيث يعتقد أن تاريخها يعود إلى عصر الأسكان Oscans، عدد سكانها 50.808 نسمة ومساحتها 54,08 كيلومترمربع.

## السكان
في سنة 1861 بلغ عدد السكان 11٬815 نسمة، وتطور العدد ليصل في سنة 2011 لـ 56٬465 نسمة.
يظهر هذا المخطط البياني تطور النمو السكاني لـ أتشيرا

## أعلام
- رافايللي ماييلو
- سيبيلا من أتشيرا
- أنطونيو رومانو